# Vianí (kommun)
Vianí är en kommun i Colombia.   Den ligger i departementet Cundinamarca, i den centrala delen av landet, 60 km nordväst om huvudstaden Bogotá. Antalet invånare är 4 115. Arean är 68 kvadratkilometer.
Terrängen i Vianí är kuperad åt sydost, men åt nordväst är den bergig.